# Fotbalista roku (Slovinsko)

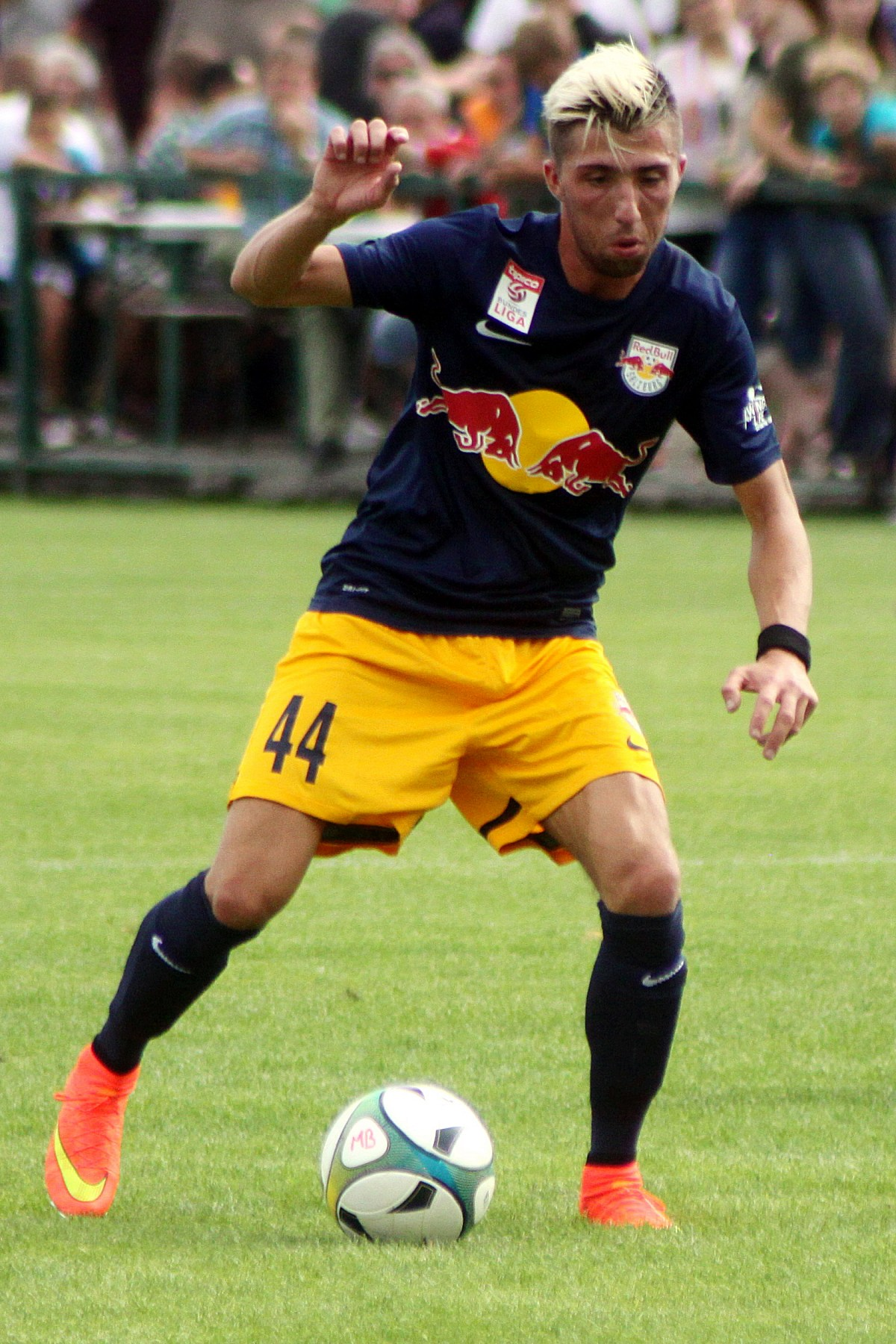
Kevin Kampl, vítěz za rok 2013

O ocenění Fotbalista roku (slovinsky Nogometaš leta) je ve Slovinsku rozhodováno od roku 2007 mezi sportovními novináři a uděluje jej sportovní časopis Ekipa. Mimo to je vyhlašován i vítěz v dalších kategoriích, např. Mladý fotbalista roku (Mladi nogometaš leta), Trenér roku (Trener leta) atd.

## Přehled vítězů

### Fotbalista roku
Zdroj:
| Rok  | Hráč               | Klub                            |
| ---- | ------------------ | ------------------------------- |
| 2007 | Zlatan Ljubijankić | NK Domžale                      |
| 2008 | Milivoje Novakovič | 1. FC Köln                      |
| 2009 | Samir Handanović   | Udinese Calcio                  |
| 2010 | Valter Birsa       | AJ Auxerre                      |
| 2011 | Samir Handanović   | Udinese Calcio                  |
| 2012 | Samir Handanović   | Udinese Calcio / FC Inter Milán |
| 2013 | Kevin Kampl        | FC Red Bull Salzburg            |
| 2014 | Kevin Kampl        | FC Red Bull Salzburg            |
| 2015 | Jan Oblak          | Atlético Madrid                 |
| 2016 | Jan Oblak          | Atlético Madrid                 |
| 2017 | Jan Oblak          | Atlético Madrid                 |
| 2018 | Jan Oblak          | Atlético Madrid                 |
| 2019 | Josip Iličić       | Atalanta BC                     |
| 2020 | Jan Oblak          | Atlético Madrid                 |
| 2021 | Jan Oblak          | Atlético Madrid                 |
| 2022 | Benjamin Šeško     | Red Bull Salzburg               |